# Chabot Museum
Het Chabot Museum is een museum voor internationaal expressionisme met name gewijd aan de Nederlandse kunstschilder en beeldhouwer Henk Chabot (1894-1949) en zijn tijdgenoten. Het museum is gevestigd in een monumentale villa in het Museumpark in de Zuid-Hollandse stad Rotterdam.

## Geschiedenis
Het Chabot Museum Rotterdam is een particulier initiatief van Rob en Christien Grootveld-Parrée, en sinds 1993 gevestigd in de museumparkvilla. De verzameling van het museum bevat onder meer 26 werken van Chabot uit de Tweede Wereldoorlog, afkomstig uit de privé-verzameling van Cornelia (Neeltje) Tol-Breugem (1918-2009). Het echtpaar Tol-Breugem stelde deze 26 werken, "de oorlogscollectie" voor het eerst tentoon in hun woonhuis te Hillegersberg. Het echtpaar Grootveld-Parrée wilde deze openbare toegankelijkheid voortzetten en kocht daarom de oorlogscollectie. Zij kochten de Museumparkvilla in 1991 met de intentie hier het Chabot Museum in te vestigen. In 1993 opende het Chabot Museum hier zijn deuren.

## Collectie
Het Chabot Museum beheert een van de grootste verzamelingen van Chabots werk. Naast de oorlogscollectie en andere belangrijke werken van Henk Chabot heeft het museum objecten uit verschillende verzamelingen zoals de collectie van verzamelaar Kees Schortemeijer (1894-1979). Deze deelcollectie bevat circa 470 objecten van voornamelijk Rotterdamse kunstenaars. De collectie bevat niet alleen beeldende kunst van uiteenlopende kunstenaars zoals Henk Chabot, Leendert Bolle, Adriaan van der Plas, Jan Kamman, Chris Le Beau en Laurens van Kuik maar ook etnografica, affiches, filmmateriaal, natuurhistorische objecten en kunstenaarsalbums.
 

In 2014 doneerde de kunstenaar Armando (1929-2018) zijn gehele privéverzameling aan het Chabot Museum. In 50 jaar tijd verzamelde hij bijna 400 werken van 140  hedendaagse kunstenaars.

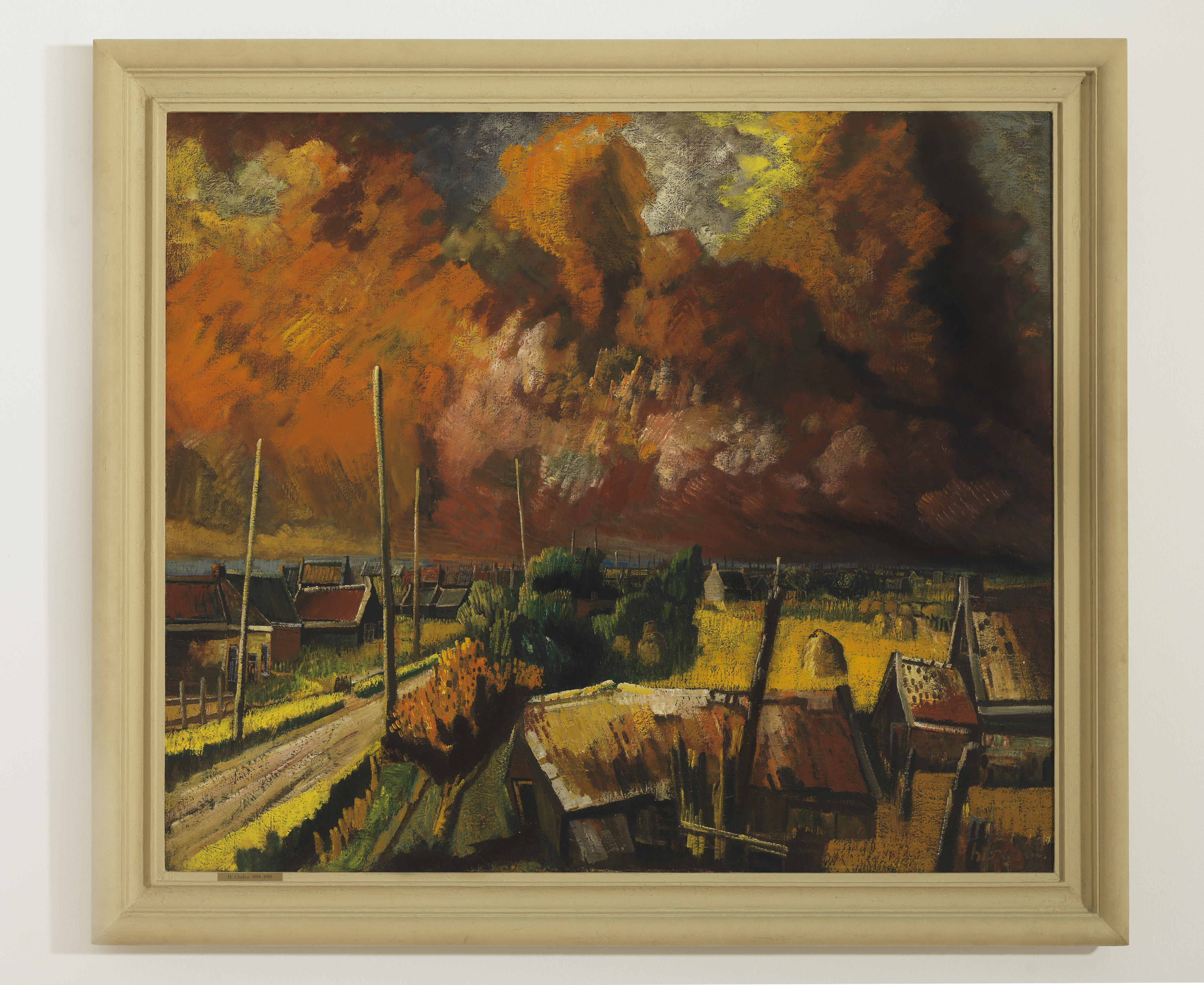
Henk Chabot - Brand van Rotterdam-1940

## Museumparkvilla's
Het Chabot Museum is gevestigd in een witte villa in het Museumpark. De Museumparkvilla's (toentertijd Villapark Dijkzigt) is een serie van zes monumentale villa's, waarvan vier uit de jaren dertig en twee van na de tweede wereldoorlog. De villa waar het Chabot Museum in huist is in 1938 ontworpen in de stijl van het Nieuwe Bouwen, door de architecten Gerrit Willem Baas (1897-1977) (een ex-medewerker van Brinkman en Van der Vlugt) en Leonard Stokla (1893-1983), de voormalige chef de bureau van architect Willem Kromhout. Het Nieuwe Bouwen kenmerkt zich door licht, lucht en ruimte. Er wordt veel gebruik gemaakt van glas en nieuwe materialen zoals staal en beton. De villa van het Chabot Museum is oorspronkelijk gebouwd als woonhuis, in opdracht van het echtpaar Kraaijeveld.
Sinds 2000 is de villa een rijksmonument. December 2020 is de villa aangekocht door de Rotterdamse Stichting Volkskracht Historische Monumenten.

## Henk Chabot Prijs
In 1965 heeft het Cultuurfonds de Hendrik Chabot Prijs ingesteld, een driejaarlijkse prijs voor kunstenaars die wonen of werken in de regio Rotterdam of met die stad een band hebben. Deze prijs van tienduizend euro wordt door het Chabot Museum uitgereikt.